# Mistrzostwa Świata w Piłce Nożnej 1958 (eliminacje strefy AFC/CAF)
Do eliminacji Mistrzostw Świata w Piłce Nożnej 1958 w mieszanej strefie AFC/CAF/UEFA zgłoszonych zostało 9 drużyn z 3 federacji:
- AFC: 
  -  Tajwan
  -  Chiny
  -  Indonezja
  -  Izrael
- CAF: 
  -  Egipt
  -  Sudan
  - Syria
- UEFA: 
  -  Cypr
  -  Turcja

Na skutek wielu nieporozumień i protestów jedyną reprezentacją, która pozostała w rozgrywkach został Izrael. FIFA postanowiła, że Izrael rozegra baraż z losowo wybraną reprezentacją, która zajęła 2 miejsce w eliminacjach strefy UEFA.

## Przebieg eliminacji

### Runda wstępna
| Poz | Zespół    | Pkt        | M          | W          | R          | P          | Br+        | Br-        | +/-        |
| --- | --------- | ---------- | ---------- | ---------- | ---------- | ---------- | ---------- | ---------- | ---------- |
| -   | Indonezja | awans      | awans      | awans      | awans      | awans      | awans      | awans      | awans      |
| -   | Tajwan    | rezygnacja | rezygnacja | rezygnacja | rezygnacja | rezygnacja | rezygnacja | rezygnacja | rezygnacja |

 Tajwan zrezygnował,  Indonezja awansowała do głównych kwalifikacji

### I runda

#### Grupa 1
| Poz | Zespół    | Pkt | M | W | R | P | Br+ | Br- | +/- |
| --- | --------- | --- | - | - | - | - | --- | --- | --- |
| 1=  | Indonezja | 2   | 2 | 1 | 0 | 1 | 5   | 4   | +1  |
| 1=  | Chiny     | 2   | 2 | 1 | 0 | 1 | 4   | 5   | -1  |

O awansie miał zadecydować dodatkowy mecz.
| 1 12 maja 1957 | Indonezja · Rusli Ramang 47', 80' | 2:00:0raport | Chiny | Ikada Stadium, Jakarta Sędzia: Cesare Jonni |
|                |                                   |              |       |                                             |

| 2 2 czerwca 1957 | Chiny · Zhang Honggen 1' · Nian Weisi 9' · Sun Fucheng 47' · Wang Lu 75' | 4:32:1raport | Indonezja · 25', 55' Rusli Ramang · 70' Eddang Witarsa | Xiannongtan Stadium, Pekin Sędzia: P. Chakravarti |
|                  |                                                                          |              |                                                        |                                                   |

##### Dodatkowy mecz
| 3 23 czerwca 1957 | Chiny | 0:0 (po dogrywce)raport | Indonezja | Stadion im. Aunga Sana, Rangun, Mjanma Sędzia: U Ba Thaung |
|                   |       |                         |           |                                                            |

Indonezja decyzją FIFA awansowała do kolejnej rundy ze względu na lepszy bilans bramek.

#### Grupa 2
| Poz | Zespół | Pkt        | M          | W          | R          | P          | Br+        | Br-        | +/-        |
| --- | ------ | ---------- | ---------- | ---------- | ---------- | ---------- | ---------- | ---------- | ---------- |
| -   | Izrael | awans      | awans      | awans      | awans      | awans      | awans      | awans      | awans      |
| -   | Turcja | rezygnacja | rezygnacja | rezygnacja | rezygnacja | rezygnacja | rezygnacja | rezygnacja | rezygnacja |

 Turcja zrezygnowała,  Izrael awansował do kolejnej rundy

#### Grupa 3
| Poz | Zespół | Pkt        | M          | W          | R          | P          | Br+        | Br-        | +/-        |
| --- | ------ | ---------- | ---------- | ---------- | ---------- | ---------- | ---------- | ---------- | ---------- |
| -   | Egipt  | awans      | awans      | awans      | awans      | awans      | awans      | awans      | awans      |
| -   | Cypr   | rezygnacja | rezygnacja | rezygnacja | rezygnacja | rezygnacja | rezygnacja | rezygnacja | rezygnacja |

 Cypr zrezygnował,  Egipt awansował do kolejnej rundy

#### Grupa 4
| Poz | Zespół             | Pkt | M | W | R | P | Br+ | Br- | +/- |
| --- | ------------------ | --- | - | - | - | - | --- | --- | --- |
| 1   | Sudan              | 3   | 2 | 1 | 1 | 0 | 2   | 1   | +1  |
| 2   | Republika Syryjska | 1   | 2 | 0 | 1 | 1 | 1   | 2   | -1  |

| 1 8 marca 1957 | Sudan · Mohammed El Din Osman 78' | 1:00:0raport | Republika Syryjska | Chartum, Sudan Sędzia: Ricardo Pieri |
|                |                                   |              |                    |                                      |

| 2 24 maja 1957 | Republika Syryjska · Zarka Jabra 70' | 1:10:1raport | Sudan · 38' Mohammed El Din Osman | Damaszek, Syria Sędzia: Jaen Ioannidis |
|                |                                      |              |                                   |                                        |

### II runda

#### Grupa 1
| Poz | Zespół    | Pkt        | M          | W          | R          | P          | Br+        | Br-        | +/-        |
| --- | --------- | ---------- | ---------- | ---------- | ---------- | ---------- | ---------- | ---------- | ---------- |
| -   | Izrael    | awans      | awans      | awans      | awans      | awans      | awans      | awans      | awans      |
| -   | Indonezja | rezygnacja | rezygnacja | rezygnacja | rezygnacja | rezygnacja | rezygnacja | rezygnacja | rezygnacja |

 Indonezja zrezygnowała,  Izrael awansował do kolejnej rundy

#### Grupa 2
| Poz | Zespół | Pkt        | M          | W          | R          | P          | Br+        | Br-        | +/-        |
| --- | ------ | ---------- | ---------- | ---------- | ---------- | ---------- | ---------- | ---------- | ---------- |
| -   | Sudan  | awans      | awans      | awans      | awans      | awans      | awans      | awans      | awans      |
| -   | Egipt  | rezygnacja | rezygnacja | rezygnacja | rezygnacja | rezygnacja | rezygnacja | rezygnacja | rezygnacja |

 Egipt zrezygnował,  Sudan awansował do kolejnej rundy

### Runda 3
| Poz | Zespół | Pkt        | M          | W          | R          | P          | Br+        | Br-        | +/-        |
| --- | ------ | ---------- | ---------- | ---------- | ---------- | ---------- | ---------- | ---------- | ---------- |
| -   | Izrael | awans      | awans      | awans      | awans      | awans      | awans      | awans      | awans      |
| -   | Sudan  | rezygnacja | rezygnacja | rezygnacja | rezygnacja | rezygnacja | rezygnacja | rezygnacja | rezygnacja |

 Sudan i  Egipt odmówili zagrania przeciwko Izraelowi, jednocześnie  Indonezja nalegała na spotkanie z Izraelem na neutralnym terenie, ale FIFA nie zaakceptowała tej propozycji. Orzekła jednak, że Izrael nie może zakwalifikować się do Mistrzostw Świata bez rozgrywania żadnego meczu, więc został zorganizowany mecz dodatkowy pomiędzy Izraelem i Walią.